# Ozzano dell’Emilia
Ozzano dell’Emilia ist eine italienische Gemeinde mit 14.063 Einwohnern (Stand 31. Dezember 2023) in der Metropolitanstadt Bologna in der Emilia-Romagna. Die Gemeinde liegt etwa 11 Kilometer südöstlich vom Stadtkern Bolognas am Parco dei Gessi Bolognesi und am Fluss Idice.

## Geschichte
Die römische Siedlung Claternae oder Claterna befand sich auf dem Boden des heutigen Ortsteils Maggio.
Auf einen erloschenen Bischofssitz in Claternae geht das Titularbistum Claternae zurück.

## Verkehr
Ozzano liegt an der Via Aemilia, der heutigen Staatsstraße 9. Der nächste Bahnhof ist San Lazzaro di Savena an der Bahnstrecke von Bologna nach Imola bzw. Forlì-Cesena. Bei Ozzano gibt es einen kleinen Flugplatz (Aviosuperficie) für die Allgemeine Luftfahrt.

## Gemeindepartnerschaften
Ozzano dell’Emilia unterhält eine Partnerschaft mit der schwedischen Gemeinde Staffanstorp in der Provinz Skåne län.

## Persönlichkeiten
- Miro Tabanelli (* 2004), Freestyle-Skier